# Fingig
Fingig (Luxemburgs: Féngeg) is een plaats in de gemeente Käerjeng en het kanton Capellen in Luxemburg.

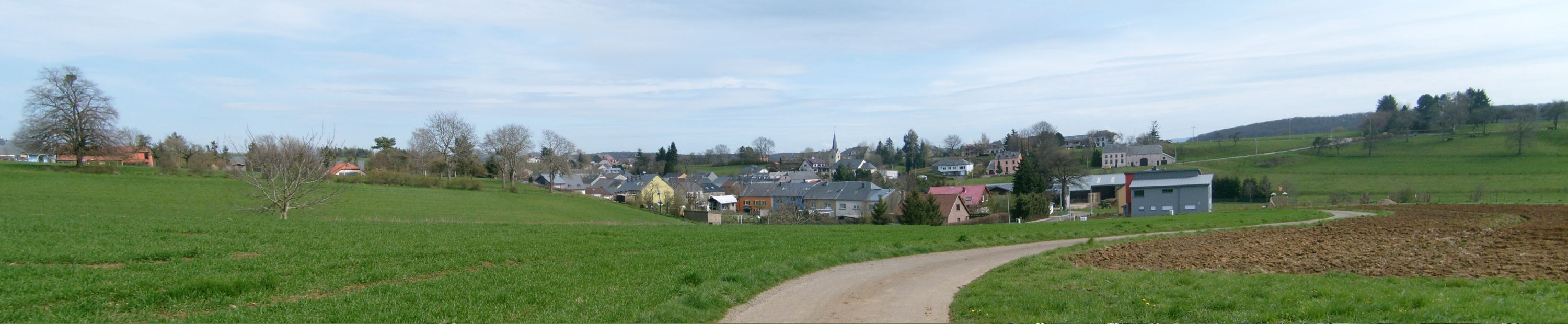
Fingig

Fingig telt 322 inwoners (2001).